# Не плачи, Петре
Не плачи, Петре (словен. Ne joči, Peter) је југословенски и словеначки филм први пут приказан 31. јула 1964. године. Режирао га је Франце Штиглиц који је заједно са Андреј Хиенгом, Владимир Кохом и Иван Рибичем написао и сценарио.

## Улоге
| Глумац         | Улога          |
| -------------- | -------------- |
| Лојзе Розман   | Дане           |
| Берт Сотлар    | Ловро          |
| Мајда Потокар  | Магда          |
| Златко Шугман  | Долфе          |
| Богдан Лубеј   | Петер          |
| Макс Бајц      | Немачки војник |
| Полде Бибич    | Матија         |
| Данило Безлај  | Немачки војник |
| Метка Бучар    |                |
| Андреј Курент  | Командир       |
| Бранко Миклавц | Партизан       |
| Кристијан Муцк |                |

Остале улоге  ▼
| Глумац           | Улога          |
| ---------------- | -------------- |
| Винко Подгоршек  | Немачки војник |
| Карел Погорелец  | Крчмар         |
| Франци Прус      | Немачки војник |
| Тоне Слодњак     | Немачки војник |
| Душан Скедл      |                |
| Даре Улага       | Командир       |
| Александер Валич | Немачки официр |
| Марјанца Мавец   | Љуба           |
| Миха Дерганец    | Миран          |